# Triethylgallium
Triethylgallium mit der Konstitutionsformel Ga(C2H5)3, ist eine chemische Verbindung aus der Gruppe der metallorganischen Verbindungen des Galliums.

## Gewinnung und Darstellung
Triethylgallium kann wie Trimethylgallium über quecksilberorganische Verbindungen (z. B. Diethylquecksilber) erhalten werden.
{\displaystyle \mathrm {2\ Ga+3\ Hg(C_{2}H_{5})_{2}\longrightarrow 2\ Ga(C_{2}H_{5})_{3}+3\ Hg} }
Es kann auch aus Gallium(III)-chlorid mit Triethylaluminium und Kaliumchlorid dargestellt werden.
{\displaystyle \mathrm {GaCl_{3}+3\ Al(C_{2}H_{5})_{3}+3\ KCl\longrightarrow Ga(C_{2}H_{5})_{3}+3\ K[(C_{2}H_{5})_{2}AlCl_{2}]} }

## Eigenschaften
Triethylgallium ist ein viskose selbstentzündliche Flüssigkeit mit süßlich-aromatischem Geruch, die sich bei Kontakt mit Wasser zersetzt. Sie liegt in der Gasphase und in Lösung (Benzol, Petrolether) als Monomer vor.

## Verwendung
Triethylgallium wird als Ausgangsstoff für die Abscheidung von Gallium-Halbleiterverbindungen, wie lichtemittierenden Dioden, Laserdioden, Hochleistungstransistoren und hocheffizienten Solarzellen verwendet.